# Gymnasium Kenzingen
Das Gymnasium Kenzingen ist ein Gymnasium im südbadischen Kenzingen im Landkreis Emmendingen. 1878 als höhere Bürgerschule gegründet, war es zeitweise eine Realschule und ist heute eines der größten allgemeinbildenden Gymnasien in Baden-Württemberg.

## Geschichte

### Gründung als Höhere Bürgerschule
Im Jahre 1878 wurde in Kenzingen auf Anordnung des großherzoglichen Staatsministeriums Karlsruhe eine höhere Bürgerschule gegründet. Der erste Jahrgang bestand aus 64 Schülern – ausschließlich Jungen, Mädchen waren lange nicht zugelassen – wovon die Hälfte aus Kenzingen selbst kam, der Rest aus den Umlandgemeinden. Der neuen Schule fiel es schwer, genügend Schüler für einen Jahrgang zu finden. Das hatte auch mit dem teilweise beschwerlichen Schulweg zu tun: Die Schüler aus Herbolzheim und Riegel konnten mit dem Zug nach Kenzingen fahren, andere jedoch, v. a. aus den Kaiserstuhlgemeinden, mussten zumindest einen Teil des Schulwegs zu Fuß zurücklegen, schließlich waren Fahrräder noch nicht im allgemeinen Gebrauch angekommen. Zwischen 1878 und 1887 stammten ein Drittel der Kinder aus Handwerkerfamilien 16 % kamen aus Beamten- und Angestelltenfamilien, weitere 16 % waren Kinder von Kaufleuten. Jeweils ca. 10 % waren Kinder von Landwirten und Akademikern, allerdings waren weit mehr Familien als angegeben in der Landwirtschaft tätig. Die restlichen Schüler waren Kinder von Wirten, Bierbrauern, Volksschullehrern und anderen Berufen.
Nachdem im Schuljahr 1880/81 die geplanten vier Klassen eingerichtet waren, konnte nach drei Jahren die Obertertia (Klasse 9) angeschlossen werden. Die fünfklassige höhere Bürgerschule bestand acht Jahre. Unterrichtet wurde nach dem Lehrplan eines Realgymnasiums. Diese besondere Strategie sollte zum einen den Schülern entgegenkommen, die nach dem kurzen Schulbesuch einen gewerblichen oder kaufmännischen Beruf ergreifen wollten, aber andererseits auch denen, die einen weiteren Schulbesuch und ein Studium anstrebten. Dem Lehrplan entsprechend war Latein erste Pflichtfremdsprache, dann folgte Französisch und schließlich Englisch. Das Schulgeld betrug in Sexta und Quinta, sprich in der 5. und 6. Klasse, 16 Mark jährlich, in höheren Klassen 20 Mark. Zum Vergleich: Das Jahresgehalt des Schulleiters lag bei 1800 Mark.
Schon bald mussten am ambitionierten Lehrplan jedoch Änderungen vorgenommen werden. Insbesondere der Erfolg des frühen Lateinunterrichts blieb deutlich hinter den Erwartungen zurück, wie es in einem Prüfungsbericht heißt: „eine große Anzahl von Knaben [...] zum Erlernen dieser schwierigen Sprache entweder nicht die Kraft oder nicht die Lust haben“. Ab dem Schuljahr 1884/45 wurde deshalb eine Realabteilung gegründet, in der die Lateinstunden durch Deutsch ersetzt wurden. Außerdem wurde dort gewerbliches Zeichnen sowie gewerbliches und kaufmännisches Rechnen gelehrt, damit die Schüler auf einen praktischen Beruf vorbereitet werden konnten. Für wissenschaftlich orientierte Jungen wurde ein Griechischkurs angeboten.

### Jahrtausendwende und Weltkrieg als Realschule
Ab 1890/91 wurde der Latein-Pflichtunterricht vollständig aufgehoben und Französisch als erste Fremdsprache eingeführt. Damit begann gleichzeitig die Umwandlung in eine Realschule. Mit der Einführung einer Untersekunda (10. Schuljahr) führte man Schüler zur mittleren Reife, die sie für einen zwölfmonatigen Wehrdienst qualifizierte – damals eine wesentliche Verbesserung der Verhältnisse. Die ersten Reifezeugnisse gab es im Sommer 1892 für drei Jungen. Auch die Realschule war für Mädchen zunächst allerdings verschlossen. Schulleiter Otto Martin, der regelmäßig mit der Pferdekutsche durch das Umland fuhr, um für Anmeldungen zu werben, richtete 1890/91 eine „Mädchenschule“ und später erneut eine Mädchenabteilung an, beide Versuche wurden aber nach nur einem Jahr abgebrochen. Erst im Schuljahr 1897/98 erhielten Mädchen die endgültige Zulassung und waren auf dem Papier gleichberechtigt.
1897 hatte die Schule 130 Schüler, sechs Lehrkräfte und zusätzlich drei Religionslehrer – für evangelische, katholische und jüdische Schüler. Der Unterricht fand mangels eines eigenen Schulgebäudes im Franziskanerkloster in der Eisenbahnstraße statt. Dort befand sich allerdings bereits ein klostereigenes Spital. Diese Doppelnutzung des Gebäudes sorgte für Probleme, weshalb der Kenzinger Stadtrat im Januar 1897 die Errichtung eines neuen Schulgebäudes an der kleinen Elz beschloss – für den Preis von 135.000 Mark. Das neue Gebäude, in dem heute die Grundschule untergebracht ist, wurde bereits am 3. November 1989 eröffnet, ab sofort wurden hier Volksschüler und Realschüler unterrichtet.

Der neue Schulleiter Christian Franz brachte im neuen Jahrtausend eine pädagogische Debatte mit an die Schule. Er bat das Lehrerkollegium, möglichst langsam, laut und deutlich zu sprechen, und den Stoff ausführlicher zu erklären. Außerdem kritisierte er das Erteilen mündlicher Noten, denn „bei gleichgültigen und faulen Schülern nützt auch eine noch so große Masse schlechter Noten doch nichts“ und die fleißigen würden nervös und dachten nur noch an die Noten. Franz setzte auf „normale“ Notengebung. Eine teils heftige Auseinandersetzung mit dem Kollegium war die Folge. 1905 stellt er fest, dass die Anzahl der Schüler seit seinem Dienstantritt um 44 Schüler zurückgegangen ist und führt dies auf die strenge Notengebung der Lehrerschaft zurück. Die angesprochenen Lehrer dagegen beharrten auf ihrem Standpunkt, denn in der Schule gebe es eine große „Anzahl minderbefähigter Schüler“, die Notengebung sei sogar zu milde gewesen. Nach einer Weihnachtskonferenz 1906, auf der auch der Oberschulrat aus Karlsruhe anwesend war, der Partei für Schulleiter Franz ergriff, waren zwei der Kollegen zwar bereit, in wenigen Fällen die Noten zu ändern, eine Annäherung der gegensätzlichen Standpunkte war jedoch nicht erkennbar.

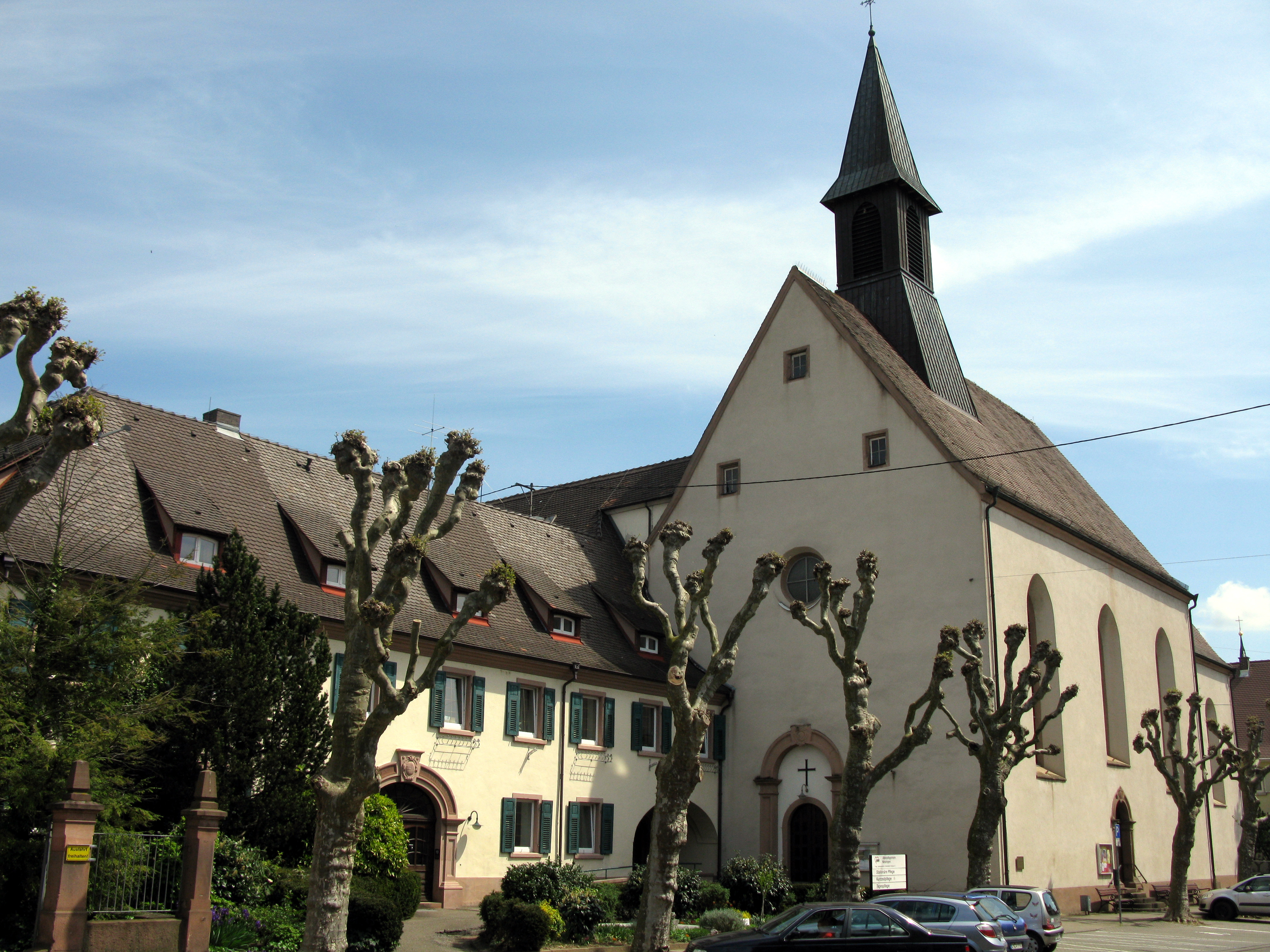
Ehemaliges Franziskanerkloster und Unterrichtsstätte

In den Jahren 1907–1910 und 1928 beantragte der Stadtrat die Einrichtung einer Obersekunda, also einer 11. Jahrgangsstufe. Beide Male wurde der Antrag vom Oberschulamt aber aufgrund der geringen Schülerzahl abgelehnt. Das Schulgeld sank indes, 1912 betrug es 8 Mark für die unteren Klassen und 12 Mark für die höheren. Während des Ersten Weltkriegs zeichneten die Schüler Kriegsanleihen, sammelten Obstkerne und Altmaterial. An geregelten Unterricht war nicht zu denken. Oft fiel dieser aufgrund von Einberufungen, Schulhausbelegungen und Evakuierungen aus.
Dennoch überstand die Schule den Ersten Weltkrieg. In Erinnerung an die im Krieg gefallenen Schüler und Lehrer wurde 1928 ein Denkmal errichtet, im gleichen Jahr gründete sich der Verein der Ehemaligen. Im Krisenjahr 1923, dem Jahr der Hyperinflation, stieg das Schulgeld wieder an: Es betrug nun zwischen 9 und 18 Milliarden Mark. 1931 sollte die Schule auf Vorschlag der badischen Sparkommission geschlossen werden, doch der kräftige Widerstand von Schulleitung, Eltern, Stadt und Umlandgemeinden, die die wichtige Stellung der Schule im Schulbezirk hervorhoben, verhinderte die Schließung. Der Unterricht konnte aufrechterhalten werden.

### Schule im Nationalsozialismus
Nach der Machtergreifung der Nationalsozialisten 1933 erfasste die NS-Ideologie auch die Realschule Kenzingen. Die nationalsozialistische Propaganda zeigte sich in Unterricht und Schulbüchern, insbesondere der Fächer Geschichte und Biologie, aber auch im alltäglichen Leben in der Schule, wie eine Mitteilung der Schulleitung aus dem Juli 1933 zeigt: „[...] hat angeordnet, daß Schüler und Schülerinnen zu Beginn und Ende des Unterrichts den Lehrern und Lehrerinnen durch Aufstehen, Einnehmen von strammer Haltung und Erheben des rechten Armes den zum Deutschen Gruß gewordenen Hitlergruß erweisen. Die Lehrer werden darauf achten, daß dabei gebührende Würde gewahrt wird“. An der Schule wurde eigens ein Fahnenmast für eine Hakenkreuzflagge errichtet, die jeden Montagmorgen feierlich gehisst wurde. Regelmäßig mussten Schüler an Gedenktagen und Schulungslagern teilnehmen, Hitlerreden wurden in der Schule übertragen. Während der NS-Diktatur hieß die Schule acht Jahre lang Richthofen-Schule, benannt nach dem Offizier Manfred von Richthofen. Gemessen an der Propaganda in Zeitungen und Rundfunk hielt sich die Schule jedoch zurück. Einzelnen Lehrkräften war es möglich, sich im Unterricht von der Parteilinie zu distanzieren oder NS-Methoden kritisch zu diskutieren. Als der schulische Religionsunterricht verboten wurde, gingen Schüler dafür ins Pfarrhaus. Im Zweiten Weltkrieg sammelten Schüler der Schule Knochen, Altmaterial, Maiskolben und Heilkräuter. Teilweise wurden sie außerdem für Schanzarbeit und als Flakhelfer eingesetzt.

### Gymnasium nach dem Zweiten Weltkrieg
Nach dem Zweiten Weltkrieg begann die Schule am 7. Januar 1946 für 78 Jungen und 54 Mädchen. Doch an den gewohnten Unterricht war nicht zu denken: Es mangelte an Büchern und Material, außerdem an Wohnraum, Kleidung und Nahrung. Es gab außerdem keine Fahr- und Beförderungsmöglichkeiten. Fatal für eine Schule wie die in Kenzingen, deren Schüler aus der ganzen Region kommen. 1948 wurden dann neue Lehrpläne eingeführt und die Stundentafel neu geordnet, und ab dem 6. November 1948 war die Schule offiziell ein Progymnasium. Nur wenig später musste sich die gesamte Schulgemeinschaft allerdings erneut gegen eine Schließung wehren: Das Ministerium in Freiburg beschloss die Aufhebung der Schule mit Ablauf des Schuljahrs 1951/52, weil Lehrkräften keine Wohnungen zur Verfügung gestellt worden sind. Die Schulleitung sowie Eltern, Lehrer und Stadt sprachen sich jedoch eindeutig für den Erhalt der Schule aus. Schließlich schuf die Stadt den benötigten Wohnraum für Lehrkräfte und die Schule hatte weiterhin Bestand. Die Benotung in Punkten, die unter der französischen Besatzungszeit eingeführt wurde, wurde wieder abgeschafft und die gewohnte Notenskala wieder eingeführt. Auch die Schulgeld- und Lernmittelfreiheit trat stufenweise in Kraft.

Nach wie vor wurden aber Progymnasium und Volksschule in einem Gebäude unterrichtet, was zunehmend für Platzmangel sorgte. Deshalb beschloss der Stadtrat bereits im April 1956, einen Neubau für das Progymnasium planen zu lassen. Es wurde ein Wettbewerb veranstaltet, dessen Sieger, dem Kenzinger Architekten Adolf Baumgartner, wurde die Planung übertragen. Nach der Grundsteinlegung 1959 konnte das neue Gebäude schon zum Schuljahr 1961/62 bezogen werden. Im gleichen Schuljahr beantragte der Elternbeirat den Ausbau zum vollwertigen Gymnasium.

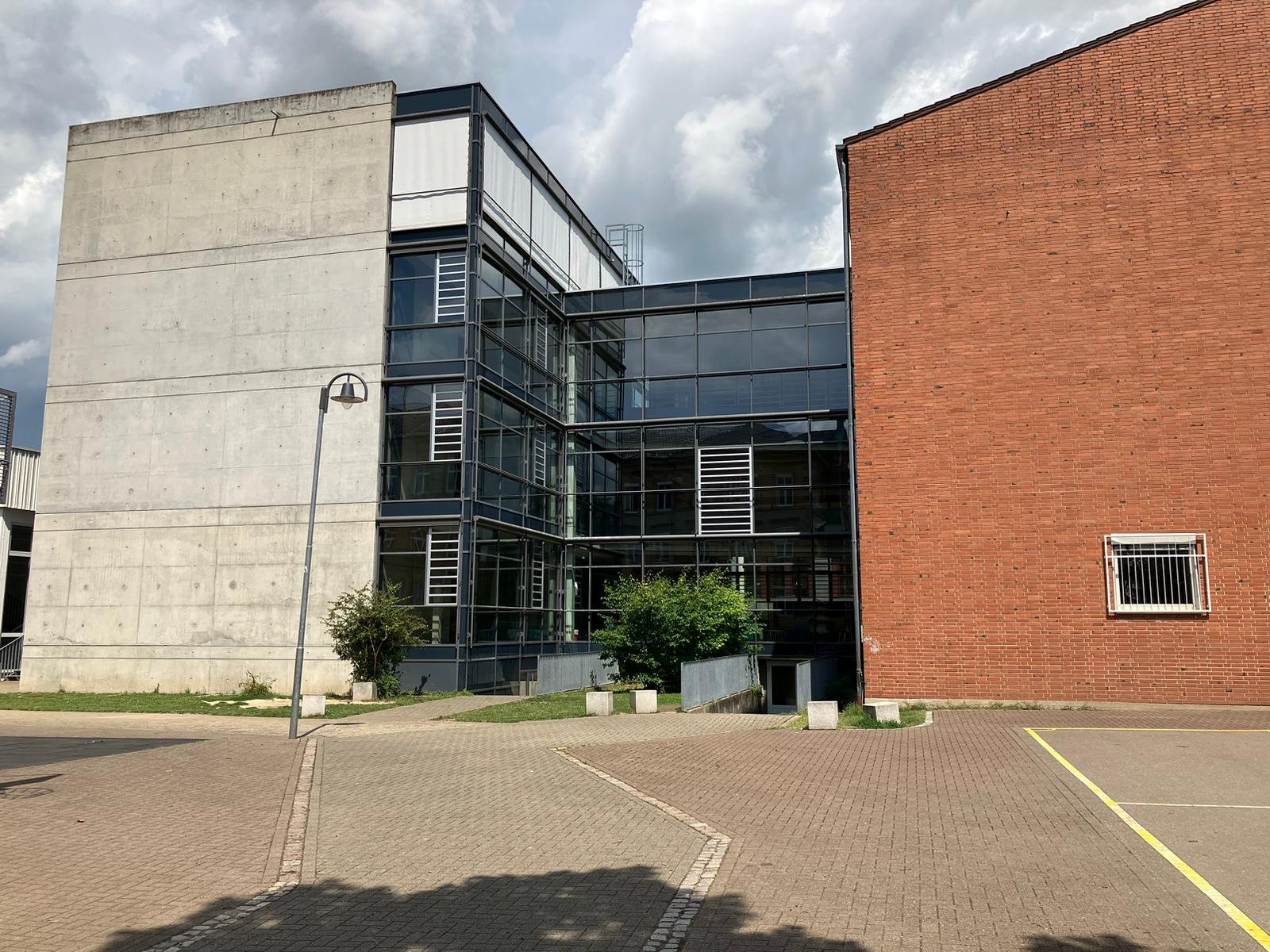
Südseite mit Altbau (rechts) und Neubau (links)

Der erste Abiturjahrgang verließ die Schule 1967. 16 Jungen und 5 Mädchen bestanden das Abitur ausnahmslos. Aufgrund der weiter steigenden Schülerzahlen erwies sich das neue Gebäude jedoch als zu klein. Die Klassen waren teilweise über die ganze Stadt verstreut: Am Kirchplatz, im ehemaligen Vermessungsamt und im Feuerwehrhaus wurde unterrichtet, außerdem Pavillons aufgebaut. Schnell war klar, dass ein Neubau hermusste. Erneut wurde ein Wettbewerb ausgeschrieben, den eine Freiburger Architektengruppe gewann. Die Baukosten beliefen sich auf 7,4 Millionen Mark. Nach eineinhalb Jahren der Bauarbeiten wurde der Neubau 1973 eingeweiht.

### Neuere Zeit
2005 kam erneut ein Erweiterungsbau mit dem Atrium hinzu. 2018 feierte die Schulgemeinschaft ihr 140-jähriges Jubiläum. Zum Schuljahr 2018/19 wurde mit IMP (Informatik, Mathematik, Physik) ein drittes Profilfach eingeführt.

## Gelände
Schulgebäude: Im vierstöckigen Schulgebäude liegen neben den gewöhnlichen Klassenzimmern auch Fachräume für die Fächer Physik, Chemie, Biologie, NwT, Musik, Bildende Kunst, Erdkunde und Religion sowie Informatik. Eine kleine schuleigene Bibliothek, die auch von Schülern verwaltet wird, versorgt die Schülerschaft mit Büchern über Genre- und Sprachgrenzen hinweg und bietet außerdem die Möglichkeit der Stillarbeit. Das Atrium ist der zentrale Aufenthaltsort in Pausen, ein Kiosk verkauft dort kleine Speisen und Snacks.
Aula: Die Aula wurde gemeinsam mit dem heutigen Altbau 1962 eröffnet und außerdem 2019 saniert. Heute ist sie mit moderner Technik ausgerüstet und steht damit nicht nur für schulische Veranstaltungen zur Verfügung, sondern wird auch zu anderen Anlässen genutzt. So fanden hier schon Konzerte, Theateraufführungen und Ausstellungen statt. Schriftliche Abiturprüfungen werden zum Großteil in der Aula absolviert.

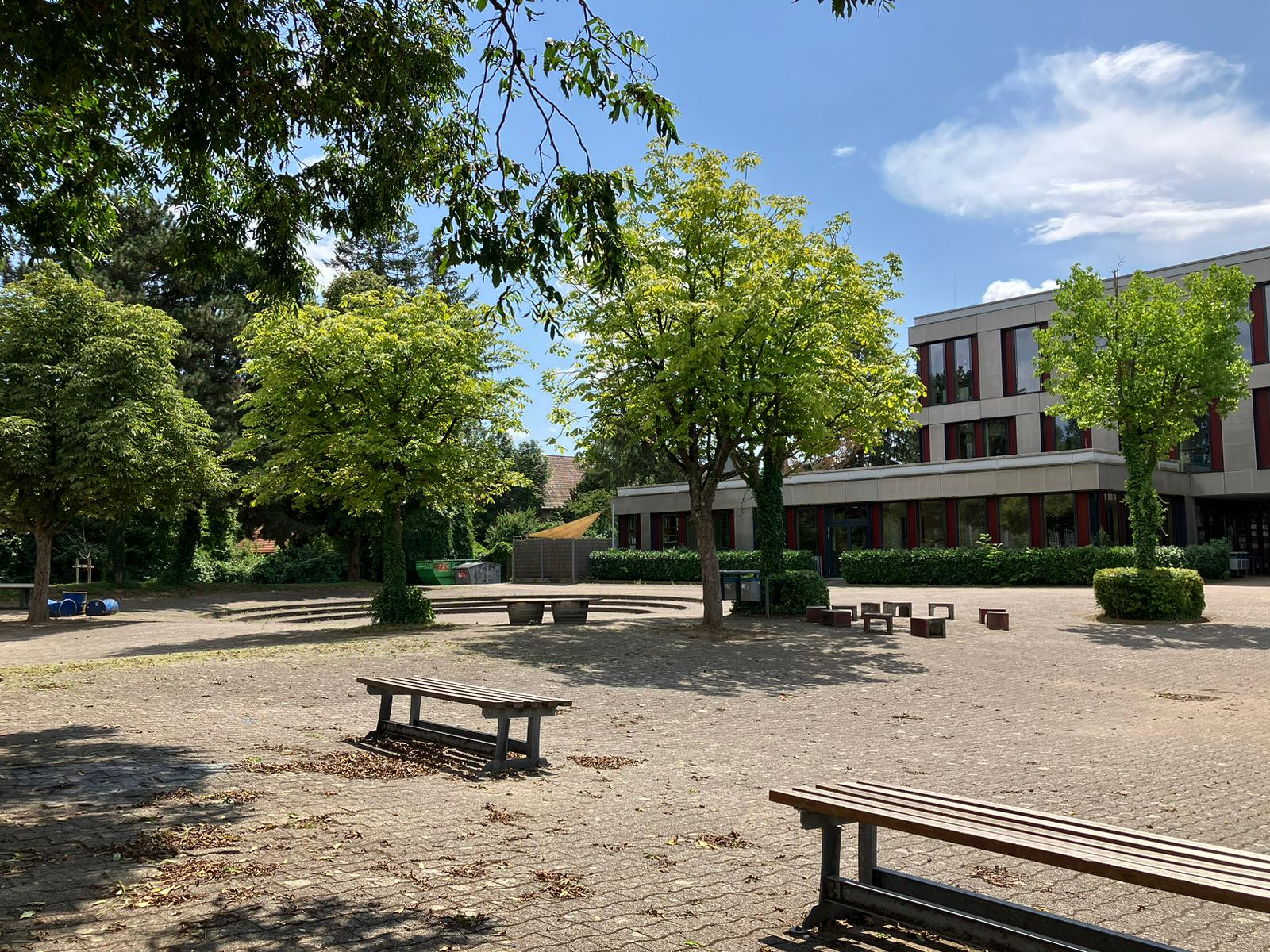
Blick über den Schulhof

Hallen: Die Alte Halle sowie die größere Üsenberghalle werden sowohl für den schulischen Sportunterricht, als auch für Aufführungen und Versammlungen genutzt. Neben der Üsenberghalle liegt außerdem eine Tartanbahn und mehrere Tartanplätze für Mannschaftssportarten.
Pausenhof: Der Großteil des Pausenhofs liegt nördlich der Schule. Er ist gesäumt von schattenspendenden Bäumen und geschmückt mit vereinzelten Bänken, die zum Ausruhen einladen. Neben zahlreichen Abiturdenkmalen, so z. B. ein großer Marterpfahl und eine kleine Pyramide, befinden sich hier das 2024 errichtete Mini-Tennisfeld sowie eine Tischtennisplatte. Ein Rondell bietet die Möglichkeit des Spielens in Pausen.
Auf dem Gelände befinden sich außerdem ein Biotop mit Teich und Trockenmauer und ein „Grünes Klassenzimmer“ im Freien. Im Brunnenhof zwischen Atrium und Haupteingang sorgt ein kleiner Brunnen im Sommer für Abkühlung. Die zuvor mehr als 20 Jahre bestehende Platane im Brunnenhof wurde im Sommer 2024 von Unbekannten gefällt.
Das Einzugsgebiet der Schule umfasst den nördlichen Breisgau von Herbolzheim bis Teningen sowie den nördlichen Kaiserstuhl. Es ist mit über 1200 Schülern eines der größten Gymnasien Baden-Württembergs, die nächsten Gymnasien befinden sich in Ettenheim und in Emmendingen. Nordwestlich der Schule liegt eine Bushaltestelle, von der aus Schüler in die Umgebung gebracht werden.

## Unterricht

### Profil
Am Gymnasium Kenzingen wird Englisch oder Französisch als erste Fremdsprache ab Klasse 5 unterrichtet. In Klasse 6 folgt dann, wenn Französisch die erste Fremdsprache ist, Englisch. Wurde zuvor Englisch gewählt, folgt in Klasse 6 die Wahl zwischen Französisch und Latein als zweite Pflichtfremdsprache. Fünftklässler werden unterrichtet in BNT (Biologie, Naturphänomene und Technik), höhere Klassen in WBS (Wirtschaft, Berufs- und Studienorientierung).
Vor der 8. Klasse erfolgt die Wahl eines der drei Profilfächer:
1. Naturwissenschaftliches Profil mit NwT (Naturwissenschaften und Technik)
2. Naturwissenschaftliches Profil mit IMP (Informatik, Mathematik und Physik)
3. Sprachliches Profil mit Spanisch

NwT wird bis zur 10. Klasse unterrichtet. Spanisch und Informatik können, wenn das entsprechende Profil gewählt wurde, in der Oberstufe fortgeführt werden. In der 10. Klasse können Schüler, die nicht IMP gewählt haben, einen „Brückenkurs Informatik“ besuchen. Dieser ermöglicht es ebenfalls, Informatik in der Oberstufe zu belegen.

### Oberstufe
Das Gymnasium Kenzingen ist ein achtjähriges, die Klassen 11 und 12 bilden die Oberstufe. Die Schüler wählen hier, gemäß den Vorgaben für das Abitur in Baden-Württemberg, drei Fächer als sogenannte Leistungsfächer, die pro Woche fünfstündig unterrichtet werden und in denen das schriftliche Abitur abgelegt wird. Weitere Fächer werden als zwei- bzw. dreistündige Basisfächer gewählt, in zwei Basisfächern wird das mündliche Abitur abgelegt. In der Kursstufe stehen als Wahlfächer außerdem Literatur & Theater, Philosophie, Psychologie und Geologie zur Auswahl. Im Anschluss an WBS kann Wirtschaft ausschließlich als Leistungsfach gewählt werden.

### Vorbereitungsklasse
Als nach dem russischen Angriffskrieg auf die Ukraine viele Schüler auch nach Kenzingen kamen, richtete die Schule im Mai 2022 eine Vorbereitungsklasse für ukrainische Kinder ein, in denen sie Deutschunterricht erhalten. Der SWR berichtete in einem Videobeitrag über das Projekt.

## Fremdsprachen und Austausche

### Sprachzertifikate
In den Fächern Spanisch und Französisch besteht die Möglichkeit, Sprachzertifikate verschiedener Niveaustufen zu erwerben (DELE bzw. DELF).

### Austausche
Schon in den 70er-Jahren bestanden Schulpartnerschaften, so z. B. mit einer Gesamtschule in Culcheth (Mittelengland) sowie mit Schulen in Toulouse und Paris. Heute existieren folgende Austauschmaßnahmen:
- Ingersheim

Seit den 80er-Jahren besteht eine Schulpartnerschaft mit dem Collège Lazare de Schwendi im elsässischen Ingersheim. Im Frühjahr 1982 fand der erste Austausch mit 25 deutschen Schülern der 7. Klassen statt. Seither befinden sich beide Schulen in engem Austausch, und bis heute findet jedes Jahr ein Austausch für Schüler der 7. Klasse statt, die Französisch als erste Fremdsprache gewählt haben. Neben dem Besuch des Unterrichts und dem Aufenthalt in den Gastfamilien werden gemeinsam zahlreiche Freizeitaktivitäten unternommen, so beispielsweise Ausflüge oder gemeinsames Kochen.
- Saint-Georges-de-Reneins

Nördlich von Lyon, im Departement Rhone, liegt die kleine Gemeinde Saint-Georges-de-Reneins. Seit 2007 besteht ein Austausch zwischen dem Gymnasium Kenzingen und dem Collège Bois Franc, der sich an Kenzinger Schüler der 8. Klasse mit Französisch als zweite Fremdsprache richtet. Durch vielfältige gemeinsame Aktivitäten und Ausflüge in die Region – so z. B. nach Lyon und in das Weinbaugebiet Beaujolais – soll die Kultur des Nachbarlandes besser kennengelernt, und gleichzeitig Sprachbarrieren überwunden werden.
Mit dem Collège Jean-Jacques Waltz in Marckolsheim besteht seit dem Schuljahr 2014/15 ebenfalls eine Partnerschaft, die den spontanen gegenseitigen Besuch ermöglicht.
- Carcaixent

Seit dem Schuljahr 2012/13 existiert ein Austausch zwischen dem Gymnasium Kenzingen und dem Instituto de Educación Secundaria "Arabista Ribera" in Carcaixent in der Region Valencia. Kenzinger Schüler der 9. oder 10. Klasse verbringen eine Woche in Spanien, umgekehrt kommen spanische Schüler für eine Woche nach Kenzingen.
- Vinkovci (Kroatien)

Alle zwei Jahre haben Oberstufenschüler des Gymnasiums die Möglichkeit, an einem Austausch mit der Kenzinger Partnerstadt Vinkovci in Kroatien teilzunehmen. Nach einer pandemiebedingten Unterbrechung fand dieser erstmals 2024 wieder statt.
In der Vergangenheit fanden außerdem bereits Austausche mit Córdoba (Spanien), Granada (Spanien), Nailsea (England) sowie Manavgat (Türkei) statt. Mehrfach wurden Reisen in verschiedene europäische Länder im Rahmen des Projektes Erasmus+ der Europäischen Union unternommen.

## Studien- und Berufsorientierung
Das Gymnasium Kenzingen nimmt am Programm „Berufs- und Studienorientierung an Gymnasien“ (BOGY) teil. Schon in der Unterstufe haben Schüler die Möglichkeit, in verschiedene Berufsfelder hineinzuschauen. In der Mittelstufe finden u. a. ein Berufsschnuppertag und ein „Tag der beruflichen Orientierung“ mit Bewerbungstraining statt, parallel dazu wird die Berufsorientierung im Fach WBS (siehe „Profile“) behandelt. Nachdem in Klasse 10 in einem fünftägigen Praktikum inkl. Vor- und Nachbereitung ein Beruf vertieft kennengelernt wurde, finden in der Oberstufe weitere Projekte und Tage zur beruflichen Orientierung statt. Von der Mittelstufe an steht den Schülern außerdem eine Beraterin der Arbeitsagentur für Fragen zur Verfügung. Des Weiteren kooperiert die Schule mit der IHK und mit der Handwerkskammer Freiburg (HWK). 2023 erhielt die Schule für ihr Engagement in der Berufsorientierung das BoriS-Berufswahlsiegel.

## Arbeitsgemeinschaften und außerschulische Angebote

### „Eine Welt“-AG
Seit 1978 gibt es am Gymnasium Kenzingen die „Eine Welt“-AG, in der Schüler verschiedener Altersstufen teilnehmen können. Sie setzt sich mit vielen Projekten und Aktionen für eine gerechte und nachhaltige Welt ein und möchte „ein Zeichen gegen Rassismus und Ausgrenzung setzen und den fairen Welthandel unterstützen“. Jährlich werden Spenden gesammelt, die vor allem Kinderheimen in Afrika und Südamerika sowie der Organisation Viva con Agua zugutekommen. Regelmäßig verkauft die Arbeitsgemeinschaft Waren aus fairem Handel. In der Vergangenheit wurden außerdem Spenden für eine Schule in Syrien und für Menschen in der Ukraine gesammelt und Lebensmittel an die Tafel gespendet. 2014 finanzierte die Arbeitsgemeinschaft die Verlegung zweier Stolpersteine für Kenzinger Juden. Zudem nimmt die Schule seit 2005 auch am Programm Schule ohne Rassismus – Schule mit Courage teil. Hierfür entwickelt die „Eine Welt“-AG jedes Jahr ein Projekt, das das couragierte Engagement der Schülerschaft bezeugen soll. 
Sie organisiert seit den 90ern außerdem die mehrmals jährlich stattfindende „Offene Bühne“, eine Veranstaltung in der Aula, zu der Klassen und Schüler eigene Beiträge leisten können, beispielsweise Musik- oder Theateraufführungen. 2023 fand unter dem Motto „Vielfalt verbindet“ die 100. Offene Bühne statt.

### AG Journalistisches Arbeiten
Die AG Journalistisches Arbeiten ist eine vom Regierungspräsidium Freiburg unterstützte Arbeitsgemeinschaft zur Förderung besonders befähigter Schüler. Die Mitglieder haben hier einerseits die Möglichkeit der Teilnahme am bundesweiten Wettbewerb „Jugend debattiert“, wofür sie das fundierte Recherchieren lernen und ihr Ausdrucksvermögen verbessern. Außerdem kooperiert die Schule im Rahmen des Projektes „Jugend schreibt“ mit der Frankfurter Allgemeinen Zeitung. Die Schüler kreieren dabei aufwändig recherchierte – mehrfach bereits preisgekrönte – Reportagen, u. a. auf Exkursionen, die dann in der FAZ veröffentlicht werden. So gewann die Schule 2018 mit einer Broschüre über jüdisches Leben in der Region den Rolf-Joseph-Preis der FAZ. Auch in Zusammenarbeit mit der Badischen Zeitung, der einzigen lokalen Tageszeitung, entstanden schon mehrere Artikelserien.

### Theater
Schüler des Gymnasiums haben verschiedene Möglichkeiten, in Theaterprojekten mitzuwirken. Von Klasse 5 bis 10 gibt es die Theater-AG. Dort erarbeiten Schüler, angeleitet von Lehrkräften, gemeinsam ein Theaterstück, welches dann in der Aula der Schule aufgeführt wird. Gelegentlich kooperiert die AG mit der Schulband. Schüler der Oberstufe können außerdem das zweistündige Wahlfach „Literatur und Theater“ wählen. Darin beschäftigt sich die Gruppe mit einem literarischen Werk und erarbeitet selbst ein Theaterstück mit anschließender Aufführung. In der 12. Klasse ist die weitere Teilnahme freiwillig, auch die Ablegung der mündlichen Abiturprüfung in „Literatur und Theater“ ist möglich.

### Bibliothek
Im Hauptgebäude des Gymnasiums befindet sich seit Schulgründung 1878 eine kleine Bibliothek. Die Schülerschaft findet dort eine Sammlung von ca. 11.000 Büchern aus verschiedensten Genres, darunter auch fremdsprachliche Werke in den unterrichteten Sprachen Englisch, Französisch, Spanisch und Latein, vor. Neben Romanen stehen hier auch wissenschaftliche Texte zu Natur- und Geisteswissenschaften zur Verfügung. Das älteste Buch im Bestand ist ein französisches aus dem Jahre 1875. Eine Arbeitsgemeinschaft verwaltet die Bibliothek.

### Sport
In verschiedenen Sportarten nimmt das Gymnasium am Wettbewerb Jugend trainiert für Olympia teil, so beispielsweise in Turnen, Fußball, Handball oder Tischtennis. Die Schulschachmannschaft tritt regelmäßig bei regionalen und überregionalen Meisterschaften an.

### Sonstige
- Einwöchiger Landschulheimaufenthalt in Klasse 6
- Berlinfahrt in Klasse 10, Studienfahrt in Klasse 11
- Teilnahme der 6. Klassen am Vorlesewettbewerb
- Schulband- und Orchester
- Weitere Arbeitsgemeinschaften: Biotop, Kunst, Zirkus, Kanu, Klettern, Ski, Presse, Technik, Sanitätsdienst, Paten- und Streitschlichter, Deko, Tennis, Turnen

Alle zwei Jahre findet traditionell das Sommerfest der Schule statt, bei dem Schüler und Lehrkräfte ein vielfältiges Programm anbieten.

## Persönlichkeiten

### Schulleiter
- 1878–1885: Friedrich Karl Demoll

- 1885–1889: Wilhelm Höhler

- 1889–1902: Otto Martin

- 1902–1920: Christian Franz

- 1920–1927: Emil Ganter

- 1927–1939: Rudolf Franz

- 1939–1945: Georg Weis

- 1945–1950: Alfons Staedele

- 1951–1955: Erwin Korn

- 1957–1970: Georg Wetzel

- 1970–1986: Anton Wild

- 1991–2013: Günter Krug

- 2013–2018: Heribert Hertramph

- seit 2018: Thilo Feucht

### Ehemalige Schüler
- Paul Schwoerer (1874–1959), Verwaltungsbeamter
- Wilhelm Hauser (1883–1983), Mathematiker und Hochschullehrer (Schüler 1893–1899)
- Franz Fehrenbach (* 1949), Manager (Abitur 1968)
- Stefan Bär (* 1963), Politiker (Abitur 1984)
- Michael Bilharz (* 1972), Wirtschafts- und Sozialwissenschaftler (Abitur 1991)

## Verein der Ehemaligen
Der Verein der Ehemaligen des Gymnasiums wird von ehemaligen Lehrkräften der Schule geleitet und steht allen früheren Lehrkräften und Schülern, aber auch anderen Freunden der Schule offen. Durch Mitgliedsbeiträge und Spenden finanziert der Verein regelmäßig neue Anschaffungen an der Schule, die den Schülern zugutekommen, z. B. ein zweiter Trinkwasserspender.